# Caladenia ferruginea
Caladenia ferruginea är en orkidéart som beskrevs av William Henry Nicholls. Caladenia ferruginea ingår i släktet Caladenia och familjen orkidéer. Inga underarter finns listade i Catalogue of Life.